# Solidago serotinoides
Solidago serotinoides là một loài thực vật có hoa trong họ Cúc. Loài này được A miêu tả khoa học đầu tiên năm 1982.